# Masicera quadrimaculata
Masicera quadrimaculata là một loài ruồi trong họ Tachinidae.